# Яринська
Я́ринська (рос. Яринская) — присілок у складі Тарногського району Вологодської області, Росія. Входить до складу Спаського сільського поселення.

## Населення
Населення — 43 особи (2010; 52 у 2002).
Національний склад (станом на 2002 рік):
- росіяни — 100 %